# Картони Гойї для килимів

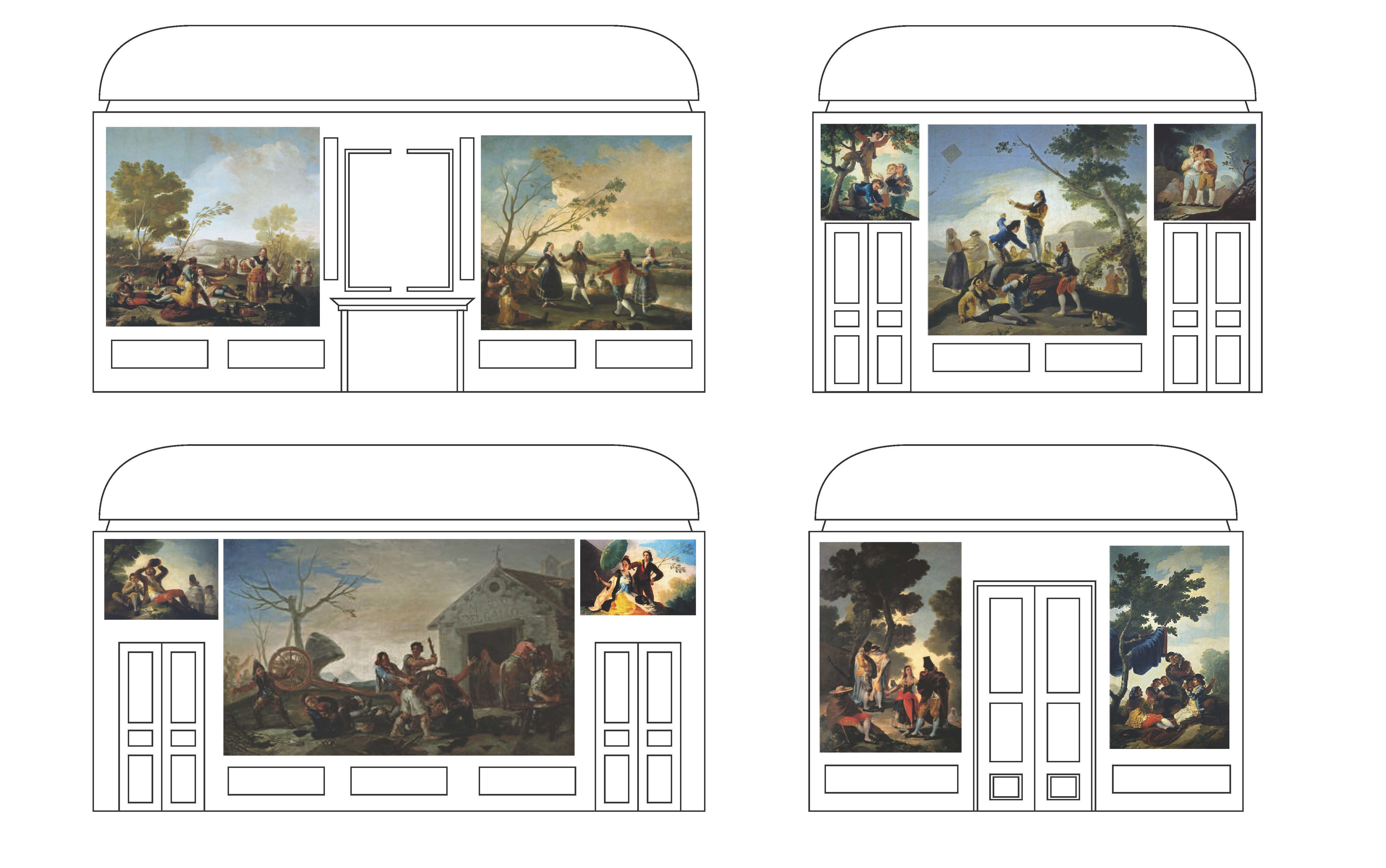
Розташування готових килимів в інтер'єрі

Картони Гойї для килимів (ісп. Cartones de Goya) — підготовчі ескізи (картони) для майбутніх сюжетних килимів, котрі створив іспанський художник Франсіско Гойя в коротку добу іспанського рококо.

## Передісторія
Середньовічна Франція була серед тих країн, де для утеплення холодних, кам'яних приміщень почали використовувати килими, іноземні чи місцеві. Доволі швидко ткачі Франції почали використовувати як зразки сюжети та мініатюри з середньовічних рукописів. Останні в свою чергу мали переважно біблійні і повчальні теми. Так, була створена серія сюжетних килимів «Анжерський апокаліпсис».
Піднесення світського життя та куртуазної культури Франції навернуло ткачів до розширення тематики килимів, з'явились декоративні килими з безліччю квітів (мільфльор), килимів з алегоричними зображеннями (серія «Дама з однорогом»), сцени з полюванням або сценками побуту у замках вельмож тощо. Килимарство Франції доволі швидко стане приналежністю дворянської та аристократичної культури. Трудомісткість і тривалий процес створення сюжетних і декоративних килимів зробив їх надто дорогими і доступними лише багатим верствам населення. Але ні трудомісткість, ні тривалий процес підготовки сировини та створення сюжетних килимів чи мільфльорів не припиняли ні їх виробництва, ні пошуків нових сюжетів.
Поки у Франції 14 століття йшла 100-літня війна, у місті Брюссель (Фландрія, сучасна Бельгія) зміцніло власне виробництво аррасів та сюжетних килимів. Зростання попиту на арраси і добра платня за них спричинили появу мануфактур також в містах Антверпен, Ауденарде, Лілль тощо. В 16-17 століттях мануфактури Фландрії конкурували з найкращими майстернями Франції. Авторитет фламандських ткачів був настільки великий, що їх запрошували на працю в інші країни, а володарі майстерень Фландрії постійно отримували замови від аристократів із закордонних держав. Мануфактури виникають і в інших країнах (Іспанія, Німеччина, Італія), під керівництвом фламандських ткачів. На бордюрах аррасів Фландрії часто виткані написи, що допомагає в ідентифікації цих виробів мистецтва.
Виробництво аррасів всіляко заохочувалось місцевими урядами, хоча й ретельно контролювалося. Виробляти арраси мали право лише ткачі з громадянством цього міста, створенню передував картон художника (ескіз), продаж дозволявся лише після досмотру і дозволу особливої комісії. Не дивно, що до створення картонів залучали найкращих художників ще в 15-16 століттях (Рогір ван дер Вейден, Лука Лейденський, Ян Корнеліс Вермеєн, Пітер Пауль Рубенс, Франс Снейдерс) і високоякісну сировину. Деяка консервативність техніки виконання обумовила традиції і збереження характерних рис аррасів, притаманних лише цьому різновиду мистецтва. Були і нововведення, що лише доповнювали традиційні засоби створення (використання золотих чи срібних ниток, використання довгого русяво-золотавого волосся тощо). Сюжети бралися з Біблії, античної міфології, середньовічних романів або алегорій («Легенда про Саблонську мадонну», «Милосердя імператора Тіта», «Марк Антоній і Клеопатра», «Сім вільних мистецтв» тощо).

## Стан справ у Іспанії
В Іспанії сюжетне килимарство культивували в королівських майстернях і готові вироби йшли переважно на декорування королівських палаців та палаців наближених до короля вельмож. Іспанські килими помітно поступалися за якістю виробам з Франції та Фландрії, але в Іспанії цим ніяк не переймались, бо крізь країну потекла річка награбованого золота з американських колоній і купити закордонні вироби здавалось легше, ніж розвивати власне килимарське виробництво. Іспанія заплатить дорогу ціну за нехтування розвитком власного виробництва не тільки в килимарстві, а й в промисловості, що спричинило довгу економічну і політичну кризу в королівстві. Іспанія втратила значення супердержави, поступившись цим сусідній Франції, далекій Швеції і особливо Великій Британії, суперниці Іспанії на морі та на суходолі.
Нова сторінка в розвитку іспанського килимарства мала місце лише наприкінці 18 ст. Її творцем став іспанський художник Франсіско Гойя в коротку добу іспанського рококо і сам Гойя став одним з найкращих представників місцевого рококо.

## Французькі впливи на іспанську культуру

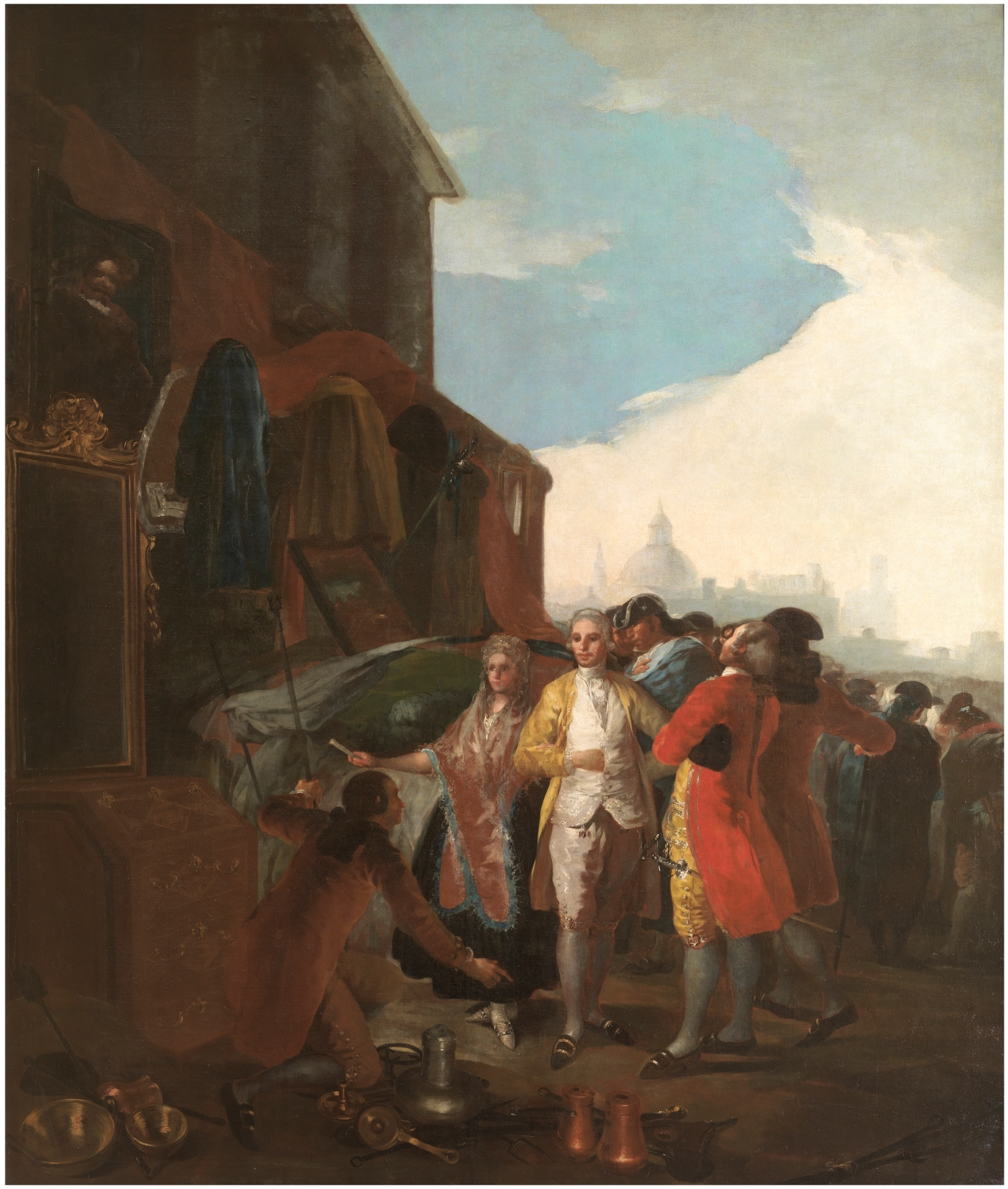
Ф. Гойя. «Ярмарок у Мадриді». до 1779 р.

Французькі впливи на іспанську культуру розпочалися давно, ще в добу готики, коли частка проектів соборів і церков була створена за французькими зразками, а низка архітекторів французів з південних князівств працювала в Іспанії.
Нова хвиля впливів відбулася в середині 17 ст., коли іспанський королівський двір створював сади бароко за французькими регулярними зразками.
Боротьба за «Іспанський спадок» закінчилася тим, що іспанський королівський трон успадкував французький принц, онук короля-сонце під іменем Феліпе V. Він ввів моду на французьке і навіть зажадав жити у палацах на французький манер, обравши резиденцію серед регулярного парку (Аранхуес), а не в Мадриді. Серед митців, що обслуговували двір короля-француза, французькі художники Луї Мішель ван Лоо та Гіацинт Ріго.
Свій внесок в іспанську культуру мали і митці Італії. Так, друга дружина Феліпе V була італійкою (Ізабелла Фарнезе). Остання надавала перевагу художникам Італії, тому в Мадриді працювала низка італійських митців, серед котрих представники піднього бароко і рококо (Джованні Баттіста Тьєполо, Якопо Амігоні). Новий королівський палац у Мадриді проєктував і будував італієць Філіппо Ювара.

## Франсіско Гойя і іспанський варіант рококо
В іспанську придворну культуру прийшли впливи стилю рококо. Молодий Гойя не справляв враження спокійного та наполегливого учня, брав участь у бійках (навіть у релігійні свята), декілька разів міняв вчителів. Аби уникнути переслідувань інквізиції в черговий раз втік до Італії і працював у місті Парма. Двічі подавав власні картини у Королівську (мадридську) художню академію Сан Фернандо, аби мати офіційне визнання, але обидва рази отримав заборони.
Бурхливий характер молодого Гойї примусив його приховувати низку фактів власної біографії, тому існують різні версії його перебування в різних містах, навіть рік його поселення у Мадриді позначають то к 1774, то як 1775.
У 1774 році Гойя одружився із сестрою художника Байєу Хосефою (ісп. Josefa) (він називав її «Пепа»). Цей шлюб та членство Франсіско Байєу (з 1765 року) у Королівській академії вільніх мистецтв допомогли йому отримати замовлення від Королівської гобеленової мануфактури. Там, протягом п'яти років, він створив 42 ескізи (картони) для майбутніх килимів.
Не досить відомий і початок роботи над картонами для майбутніх килимів. Так, до 1780 року було створено чотири ескізи, але роботу митець увірвав. Декотрий період він працював по замовам релігіних громад і як портретист, особливо для вельможної родини Осуна.

## Сюжети і стилі картонів Гойї

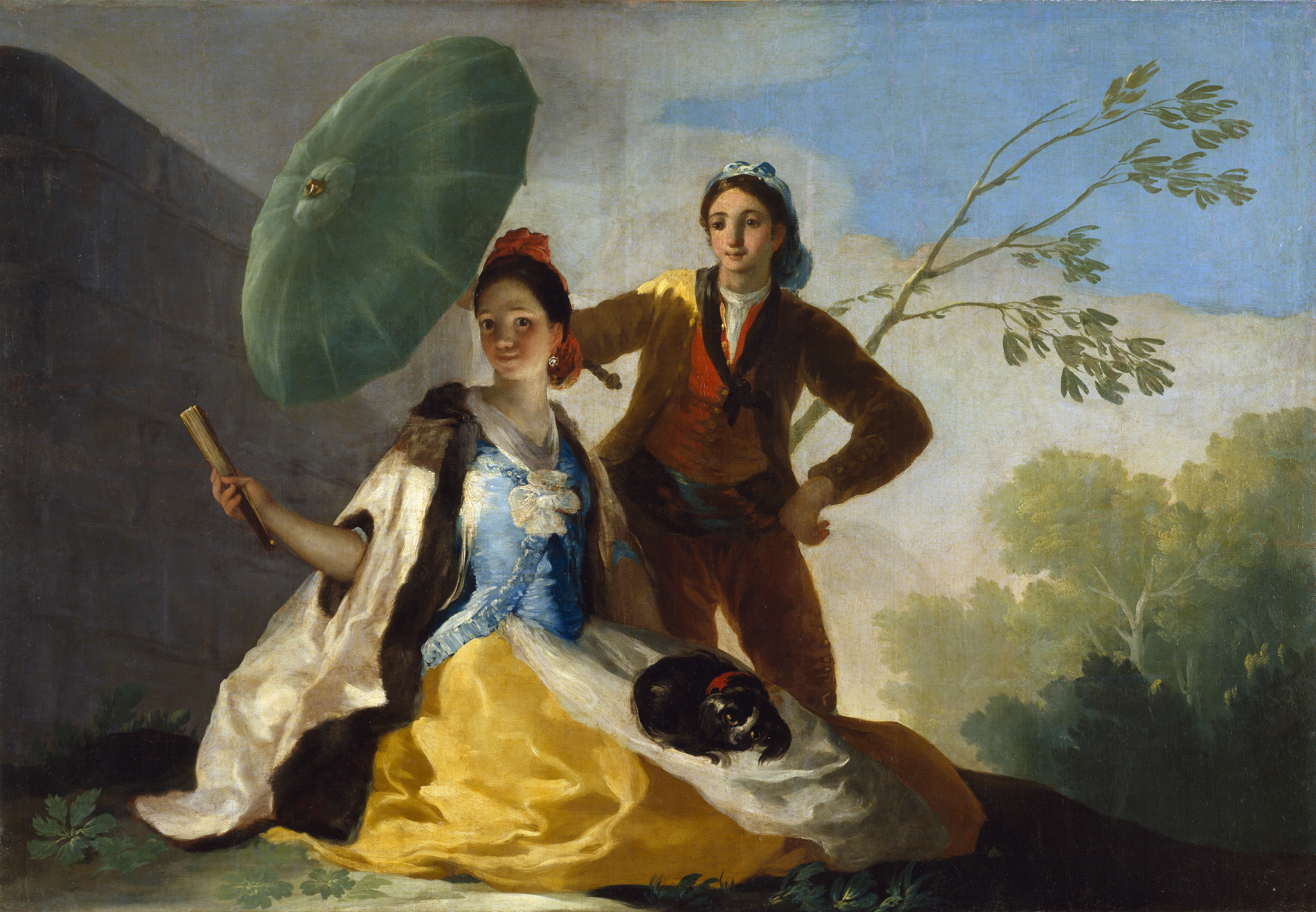
Ф. Гойя. Картон «Парасолька».
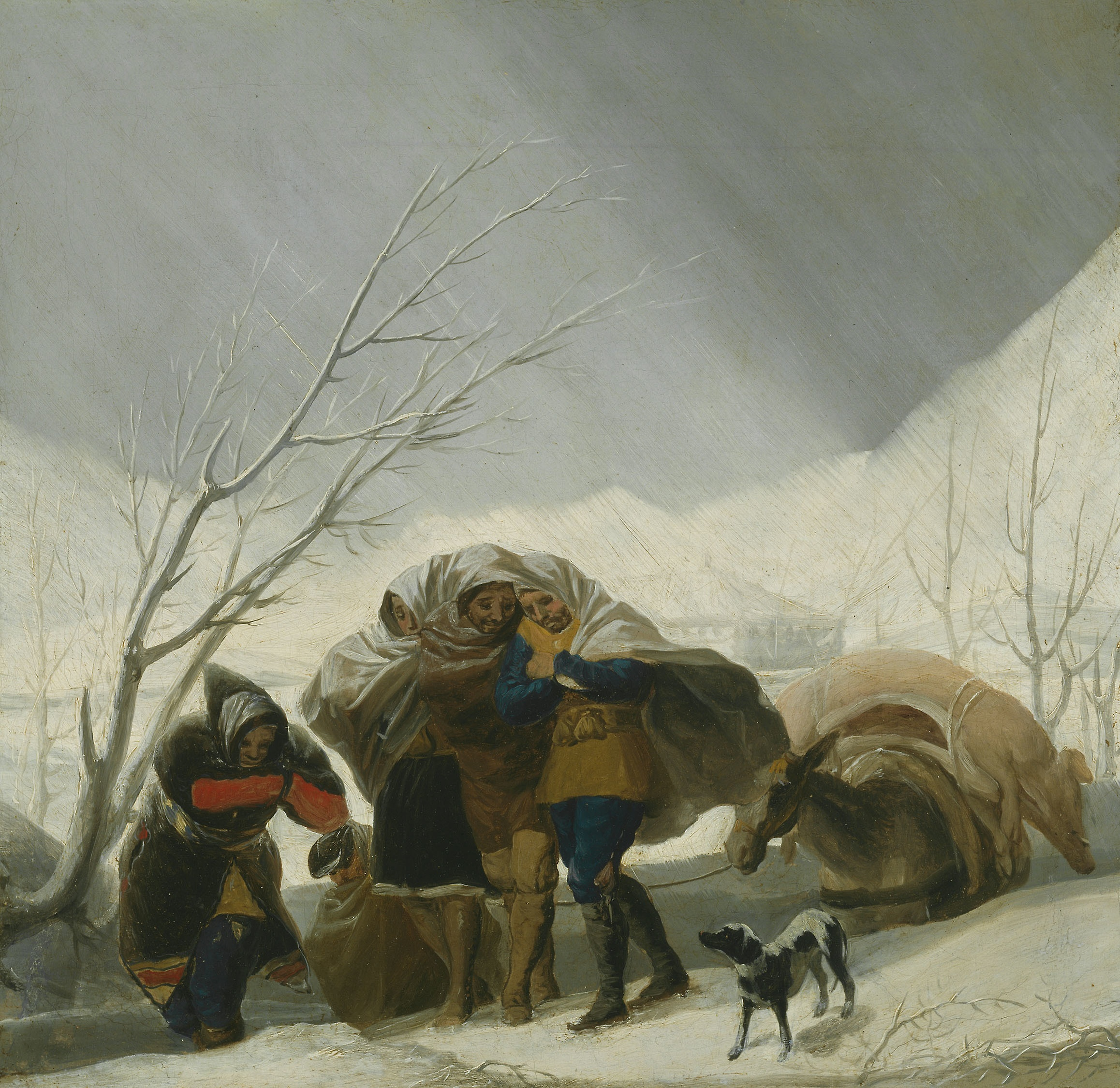
Ф. Гойя. «Снігопад».

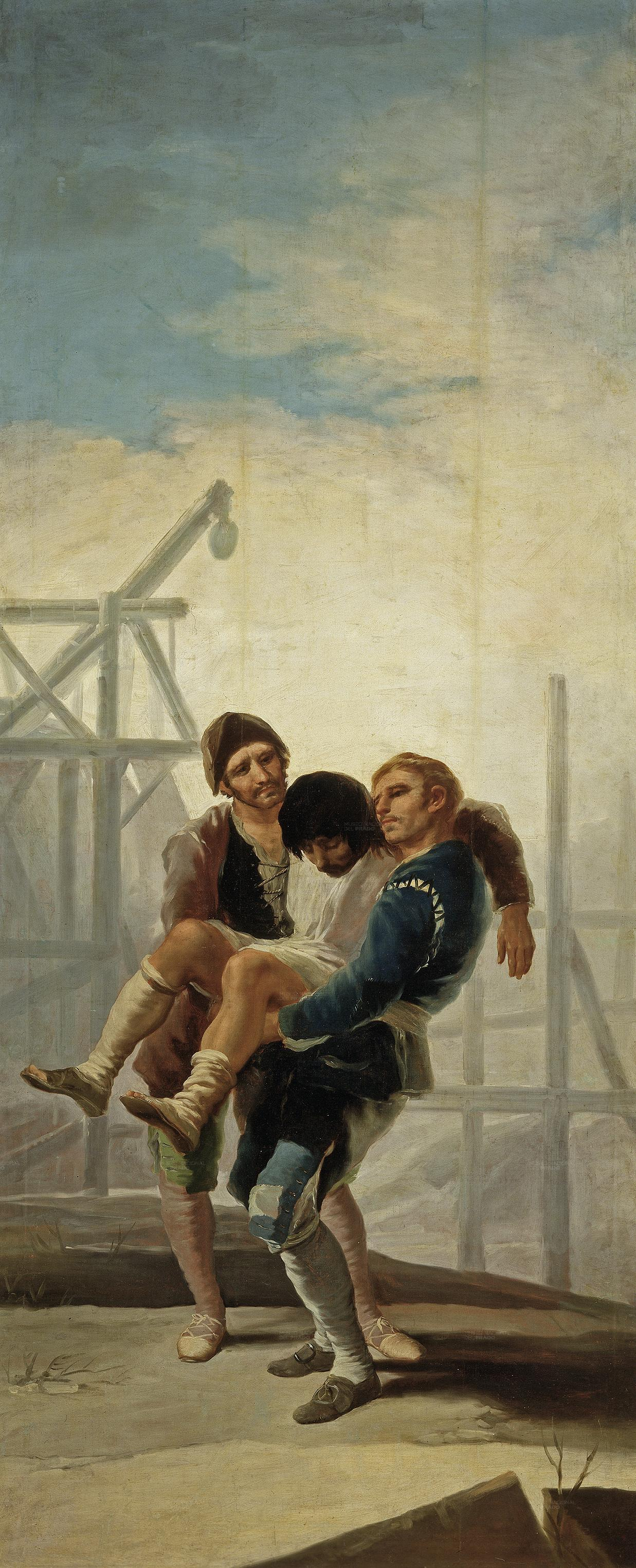
Ф. Гойя. «Перенос пораненого»

На кінець 18 ст. припав період навернення іспанської культури до національних тем та помітне зменшення культурних впливів Франції. Створення картонів для майбутніх килимів збіглося у часі з цим періодом. Однак незважаючи на національну тематику картонів, вони несуть характерні риси рококо, стилістики для Іспанії нової і іноземної.
Призначення бути декором для палацових залів обумовило зертання художника до святкових чи побутових сцен. Це танці, дозвілля, сцени полювання та ігри просто неба забезпечених верств Іспанії чи аристократії. Декоративність серій збільшена за рахунок додачі сцен з мисливськими трофеями, тобто мисливськими натюрмортами, зображеннями сцен полювання та ловів риби, окремих зображень тварин (Анімалістичний жанр). В картонах переважали безсюжетність і ляльковість персонажів, притаманна саме рококо. Стилістика рококо відбилась також у використанні яскравих, святкових, трохи важкуватих кольорів. Глядачів захоплювала атмосфера бадьорості, молодості і радощів, таких нетипових для живопису Іспанії.
Але зростала майстерність художника і після малюнкових штудій вражень від реальності виникають зовсім нові мотиви і несподівані сюжети. Якщо Гойя надав належне святковим і бестривожним сценам в картонах з танцями та ярмарками («Прогулянка махи», «Парасолька», «Продаж керамічного посуду», «Ярмарок у Мадриді»), прийшли мотиви несподівані і реалістичні. Серед них суворе і несподіване для рококо реалістичне зображення зими (картон «Снігопад») або «Перенос пораненого».

## Обрані твори

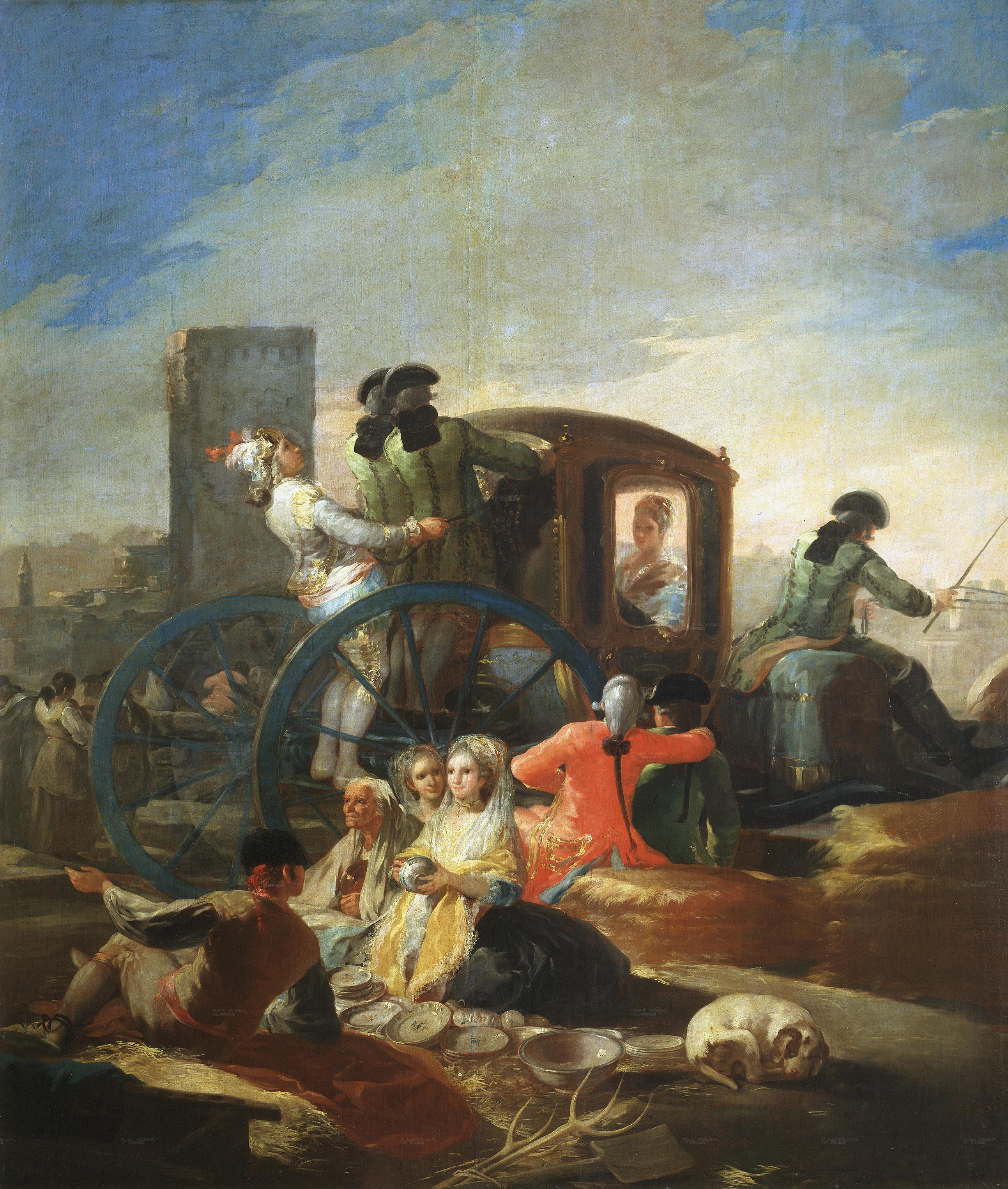
Франсіско Гойя, «Продаж керамічного посуду»

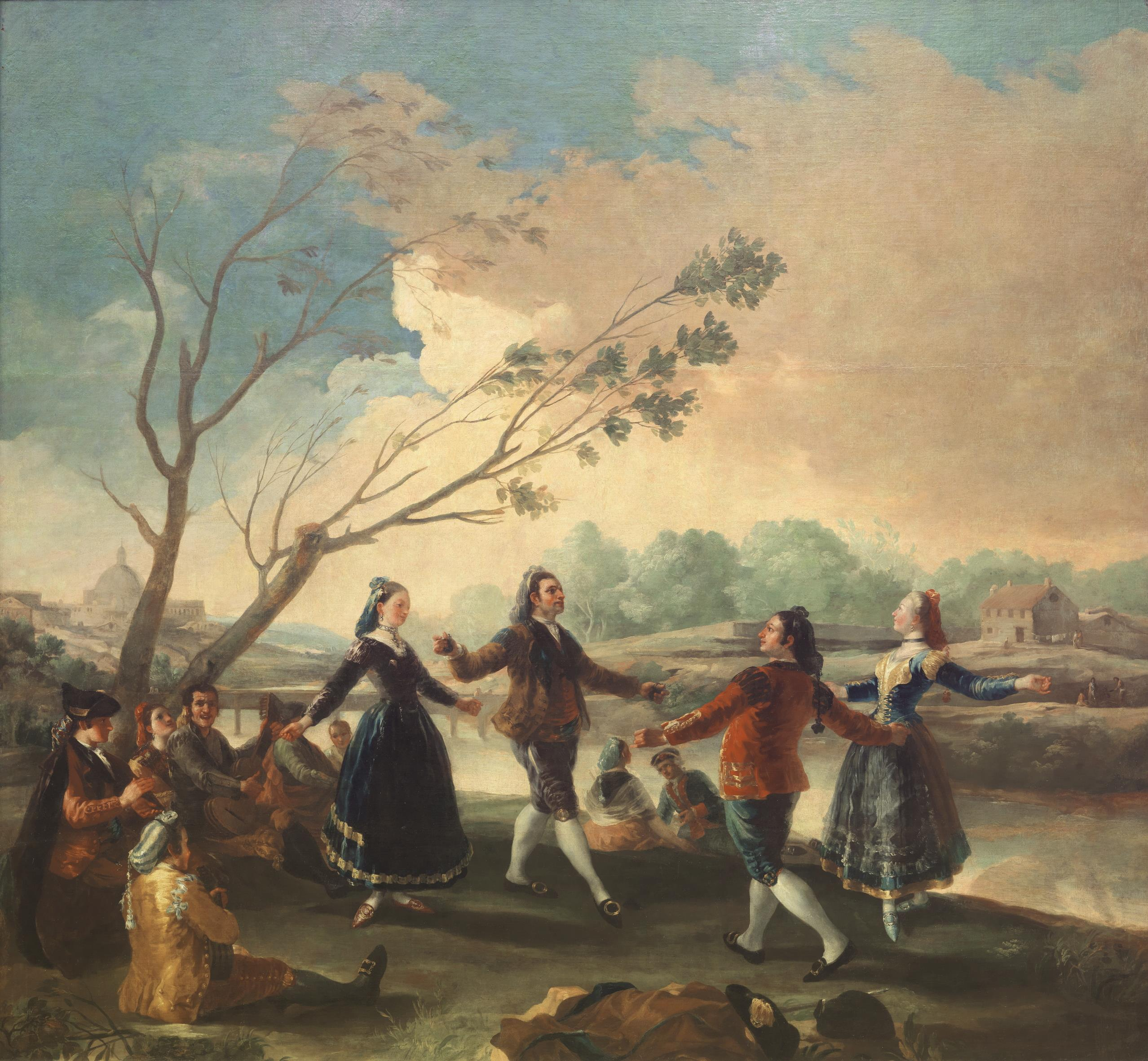
Франсіско Гойя. «Мансанарес. Танок біля річки», 1777 р.
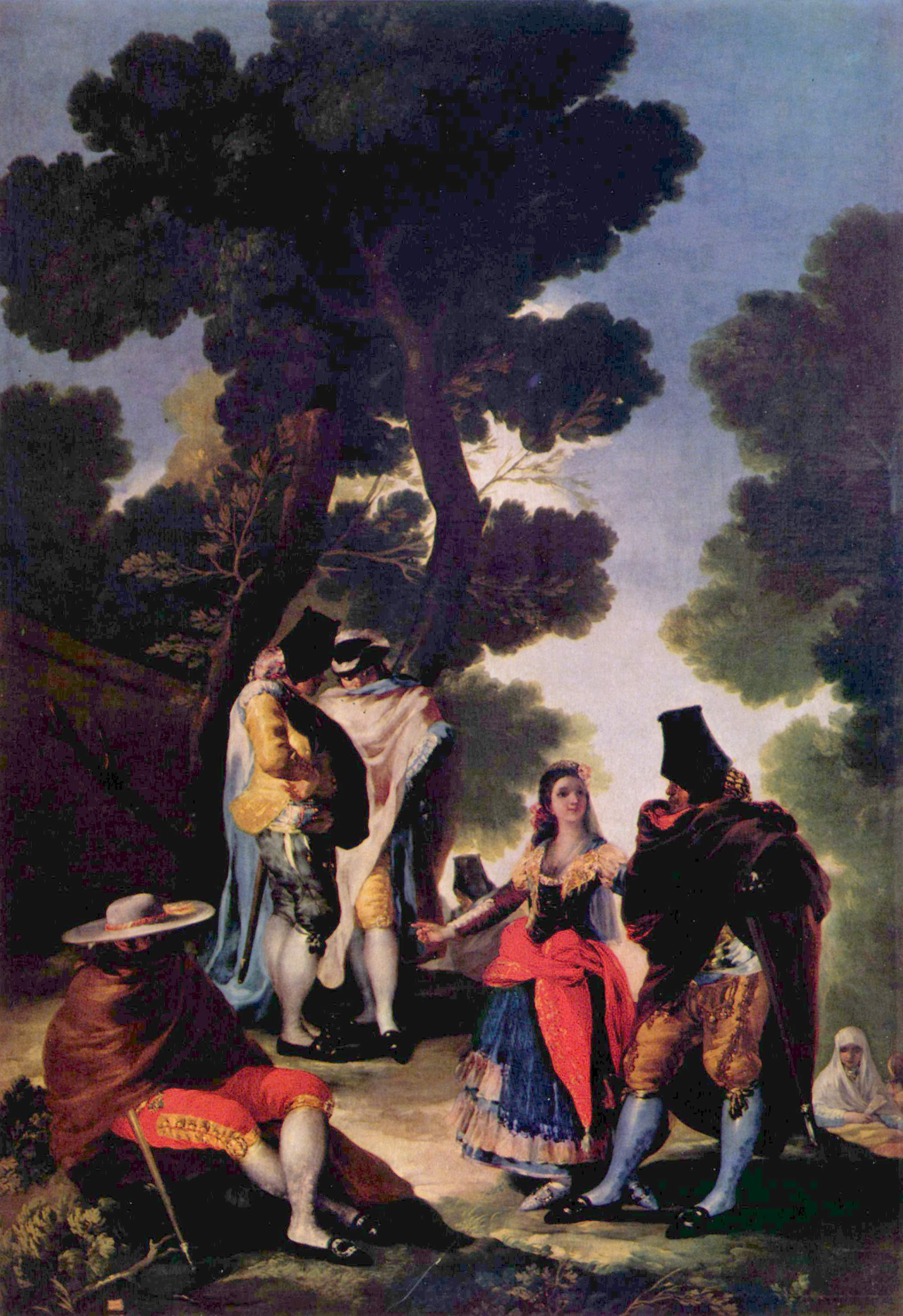
Франсіско Гойя. «Маха на прогулянці», 1777 р.
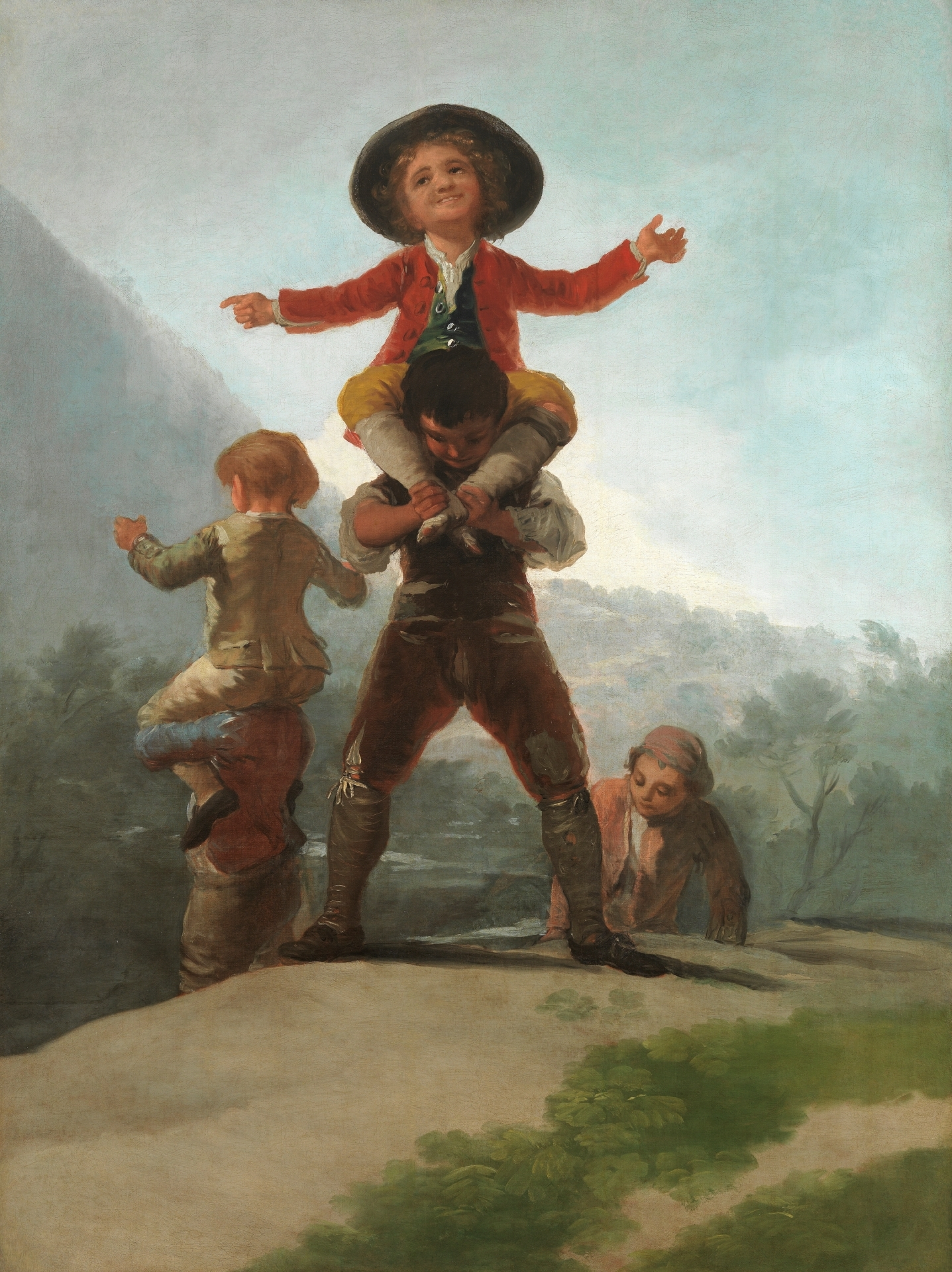
Франсіско Гойя. «Дитяча гра у велетнів», 1792 р.
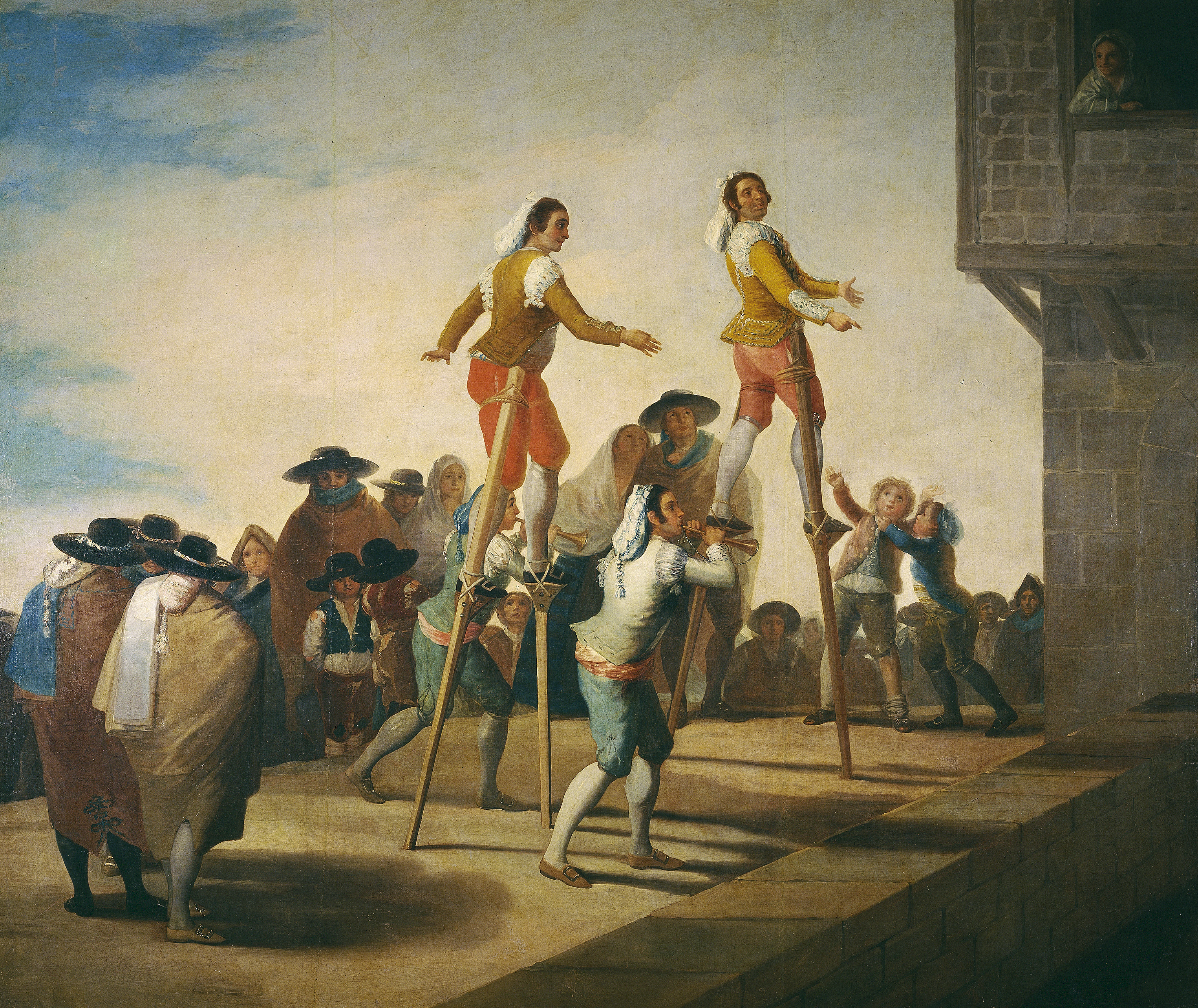
Франсіско Гойя. «Ходулі», до 1792 р.